# HDOS
HDOS fue uno de los primeros sistemas operativos para microcomputadoras originalmente escrito para el Heath H-8 y más tarde utilizado en los Heath H89 / Zenith Z89. El autor fue Gordon Letwin, que más tarde fue uno de los primeros empleados de Microsoft y artífice de OS/2.
HDOS originalmente venía con un conjunto muy limitado de herramientas software de sistema, que incluye un ensamblador, pero se añadieron más adelante programas comerciales y gratuitos.
La última versión de HDOS, HDOS 2,0, es notable porque fue uno de los primeros sistemas operativos en utilizar la carga de controladores (drivers) para alcanzar un mayor grado de independencia del dispositivo y extensibilidad.